# Büchel (Eifel)
Büchel település Németországban, Rajna-vidék-Pfalz tartományban. Lakosainak száma 1227 fő (2023. december 31.).

## Népesség
A település népességének változása:
| Lakosok száma | 1059 | 1127 | 1152 | 1164 | 1201 | 1227 |
|               | 1975 | 2017 | 2019 | 2021 | 2022 | 2023 |